# Korallgrottan
Korallgrottan es una cueva de mármol en el extremo norte de Jämtland, cerca de Ankarvattnet, en el país europeo de Suecia. Fue descubierta en el año 1985. Hasta el momento, unos seis kilómetros de la misma han sido explorados, por lo que es la cueva más larga de Suecia. Hay cuatro entradas a la cueva: Klyftgrottan, Dusk Cave, Ice Inlet y Dolin River. La cueva debe su nombre a las pequeñas piedras de goteo de color blanco coral que se encuentran en la cueva. Para visitar la Korallgrottan, debe reservar una guía, que se puede hacer en el centro de guía de Vilseledaren o en la Oficina de Turismo de Gäddedes . Alrededor de 300 personas visitan la cueva cada año, la temporada alta es en julio.
Ha sido desde 1994 una reserva natural , que en el norte colinda con la reserva natural de Bjurälven . Las formaciones únicas de Korallgrottan se crearon gracias a los tramos de piedra caliza que atraviesan el lecho de roca de la reserva. El agua se ha desviado a través de grietas en la piedra caliza y con el tiempo se han formado túneles y cuevas. El área es el  más distintivo de Suecia.

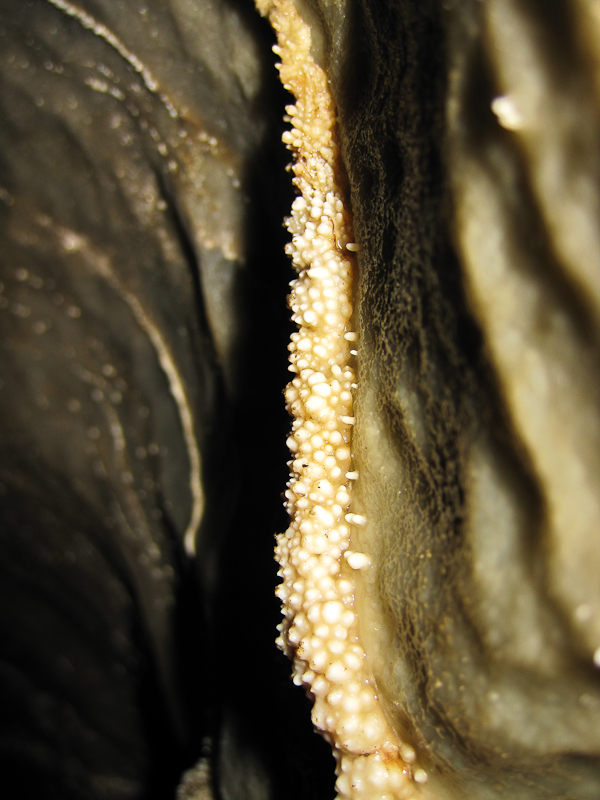
Korallgrottan korall